# Gapapaiwa
Le gapapaiwa est une des langues de la pointe papoue, une langue océanienne, parlée dans la province de Baie Milne, dans le district de Makamaka; la côte sud de Cap Vogel, à l'intérieur de la rivière Ruaba par 3 000 locuteurs. Elle porte aussi les noms de gapa, manape ou paiwa. Elle a une proximité lexicale de 73 % avec le ghayavi, le dialecte boanaki le plus proche. Les anciens emploient également le wedau et quelques-uns le tok pisin. C'est une langue SOV, sans tons.